# Paracoccus alazanensis
Paracoccus alazanensis är en insektsart som beskrevs av Williams och Granara de Willink 1992. Paracoccus alazanensis ingår i släktet Paracoccus och familjen ullsköldlöss. Inga underarter finns listade i Catalogue of Life.